# Acanthonema
Acanthonema – rodzaj roślin z rodziny ostrojowatych (Gesneriaceae). Obejmuje dwa gatunki występujące w zachodniej Afryce.

## Systematyka
Pozycja według APweb (aktualizowany system APG III z 2009)
Przedstawiciel rodziny ostrojowatych (Gesneriaceae) należącej do rzędu jasnotowców (Lamiales) reprezentującego dwuliścienne właściwe.
Wykaz gatunków
- Acanthonema diandrum (Engl.) B.L.Burtt
- Acanthonema strigosum Hook.f.